# 勞卡河

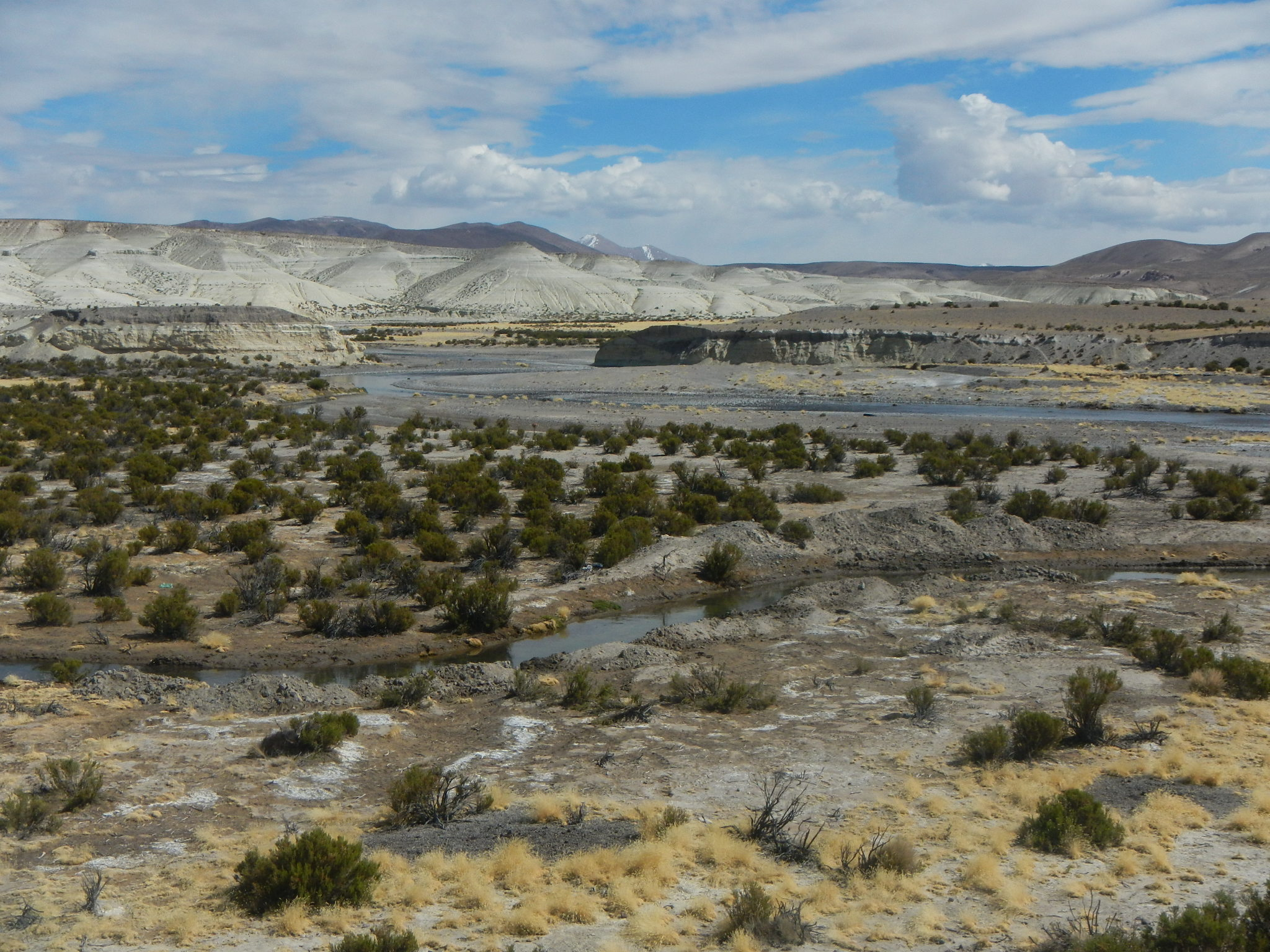
勞卡河

勞卡河地圖

勞卡河（西班牙語：Río Lauca）是智利的河流，由塔拉帕卡大區負責管轄，河道全長225公里，發源自阿爾蒂普拉諾高原，最終注入科伊帕薩湖，平均流量每秒0.79立方米。